# Guatteria slateri
Guatteria slateri este o specie de plante angiosperme din genul Guatteria, familia Annonaceae, descrisă de Paul Carpenter Standley. Conform Catalogue of Life specia Guatteria slateri nu are subspecii cunoscute.